# Манастир Светих Козме и Дамјана (Златар)
Манастир Светих Козме и Дамјана као метох манастира Милешеве, изграђен је на Воденој Пољани (1440 м.н.в), на Златару. Припада Епархији милешевској Српске православне цркве.
Манастир се налази на десетак километара од Нове Вароши, на путу према Сјеници, окружена високим четинарским шумама. Од највишег врха Златара (Голо брдо 1627 м.н.в.) удаљен је свега 2km.
Храм је освештан 14. јула 2007. године. Ову, по архитектонској замисли јединствену богомољу изградили су најбољи неимари овог краја. Рађена је од дрвета по узору на древне камене богомоље рашке градитељске школе. Земљиште и материјал за цркву даривало је предузеће „Србија шуме”, а звоно је поклонио професора др Мирко Васиљевић, декан Правног факултета у Београду, који је рођен у селу Правошево недалеко од Водене Пољане.
Поред цркве подигнут је конак за пријем и боравак гостију у истом стилу, од дрвета.